# Mario Mansilla Díez
Mario Mansilla Díez (* 21. Juli 2002 in Burgos) ist ein spanischer Tennisspieler.

## Persönliches
Mansilla Díez wurde in Burgos geboren, zog aber zum trainieren nach Picasent, wo er an der Oliveira Tennis Pro Academy trainiert.

## Karriere
Mansilla Díez spielte zwischen 2016 und 2020 auf der ITF Junior Tour. Dort nahm er 2020 einmal an einem Grand-Slam-Turnier teil, als er die zweite Runde der French Open erreichte. Darüber hinaus gewann er einen Einzel- und sieben Doppeltitel niedriger bis mittlerer Wertigkeit. In der Junioren-Rangliste erreichte er mit Platz 50 seine höchste Notierung.
Mansilla Díez begann 2023 ein Studium der Betriesbwirtschaftslehre an der Universität Isabel I. Er wurde 2024 spanischer Universitätsmeister, 2025 unterlag er im Finale.
Bei den Profis spielte Mansilla Díez 2017 sein erstes Turnier. Im Einzel schaffte er auf der drittklassigen ITF Future Tour zweimal ins Halbfinale, größeren Erfolg hat er vor allem im Doppel. Dort gewann er 2022 seine ersten drei Titel. Beim Turnier in Valencia erzielte er im selben Jahr den ersten Erfolg auf der höherdotierten ATP Challenger Tour, als er dort das Halbfinale erreichte. 2024 folgte sein vierter Future-Titel, 2025 kamen drei weitere hinzu. Im Juni 2025 gewann er in Troyes an der Seite von Bruno Pujol Navarro seinen ersten Challenger-Titel. In der Weltrangliste stieg er bis Platz 259 im Doppel, seinen Bestwert.

## Erfolge
| Legende (Anzahl der Siege) |
| Grand Slam                 |
| ATP Finals                 |
| ATP Tour Masters 1000      |
| ATP Tour 500               |
| ATP Tour 250               |
| ATP Challenger Tour (1)    |

### Doppel

#### Turniersiege
| Nr. | Datum        | Turnier | Belag | Partner             | Finalgegner           | Ergebnis   |
| --- | ------------ | ------- | ----- | ------------------- | --------------------- | ---------- |
| 1.  | 6. Juli 2025 | Troyes  | Sand  | Bruno Pujol Navarro | David Poljak Tim Rühl | 7:63, 7:62 |